# Parafia Narodzenia Najświętszej Maryi Panny w Konstantynowie Łódzkim
Parafia pod wezwaniem Narodzenia Najświętszej Maryi Panny w Konstantynowie Łódzkim – parafia rzymskokatolicka znajdująca się w archidiecezji łódzkiej w dekanacie konstantynowskim.

## Historia
Na gruntach istniejącej już w XIV wieku wsi Żabice Wielkie jej właściciel, Mikołaj Krzywiec-Okołowicz założył w 1821 roku tkacką osadę, dla której postarał się o nazwę Konstantynów na cześć wielkiego księcia Konstantego, brata carów Aleksandra I i Mikołaja I. Szybko rozwijająca się osada otrzymała w 1830 r. prawa miejskie, które jednak utraciła w 1870 r.; odzyskał je Konstantynów w 1924 r. Wydział Powiatowy w lutym 1929 r. zwrócił się do Rady Miejskiej z sugestią zmiany nazwy miasta „dla zatarcia śladów okresu niewoli", ale radni działań nie podjęli. Właściciel osady i jego żona ufundowali w Konstantynowie w latach 1826-1832 jednonawowy kościół w stylu neogotyckim zaprojektowany przez włoskiego architekta Boloniniego. Początkowo kościół pełnił rolę kaplicy filialnej należącej do parafii w Kazimierzu. Wszelkie sprawy związane z duszpasterstwem konstantynowian załatwiał proboszcz z Kazimierza. Od 1841 r. opiekę nad kościołem przejęli ojcowie reformaci z klasztoru w Lutomiersku i zaprowadzili odrębne księgi metrykalne dla Konstantynowa. Każdy ksiądz opiekujący się wówczas katolikami w tym mieście musiał dobrze władać także językiem niemieckim, aby głosić nauki i spowiadać licznych wtedy osadników niemieckich. 
Arcybiskup warszawski Antoni Melchior Fijałkowski 1 czerwca 1858 r. utworzył w Konstantynowie parafię pod wezwaniem Narodzenia Najświętszej Maryi Panny. Kościół konsekrowano w 1887 r., w listopadzie 1914 r. podczas działań wojennych uległ on poważnym zniszczeniom. Świątynia odbudowana w latach 1917-1922 według planów architekta W. Kijewskiego z Łodzi zmieniła swój pierwotny wygląd zewnętrzny. Gruntownie przebudowana w latach 1973–1976 wedle projektu architekta A. Mielniczaka z Łodzi ma teraz układ bazylikowy. W 1980 r. dokonano przebudowy prezbiterium i zakrystii. 
Wnętrze nawy głównej zdobi polichromia z 1984 r. namalowana przez Mieczysława Saara i odnowiona w 1997 przez Józefa Kałużę. Organy dziesięciogłosowe z 1928 roku, staraniem ks. Jerzego Spychały i Społecznej Rady Rozbudowy Organów, zostały rozbudowane w 2004 roku do dwudziestoczterogłosowych. 
Na mieszkanie dla pierwszego proboszcza wynajęto część domu szkolnego przy ul. Zgierskiej; w 1875 r. wybudowano parterową plebanię, którą powiększono od strony kościoła. Pierwszym proboszczem tej parafii był ks. Józef Specht (1858-1871); w latach 1933-1941 był nim ks. Zygmunt Łabentowicz, który 6 X 1941 wraz z innymi księżmi diecezji łódzkiej został przez Niemców aresztowany i osadzony w obozie przesiedleńczym w Konstantynowie, skąd został wywieziony do KL Dachau, gdzie zmarł w 1942 r. z wycieńczenia. Kościół w Konstantynowie po aresztowaniu ks. Łabentowicza pozostawał zamknięty bez obsady duszpasterskiej, aż do wypędzenia okupantów niemieckich w styczniu 1945 r. 
W miarę rozbudowy Konstantynowa Łódzkiego i powiększenia jego obszaru, jak również po zmianach w składzie etnicznym ludności po roku 1945 powstały, w następujących latach, kolejne parafie: 1974 - w dzielnicy Srebrna przy murowanym kościele z 1887 r. pod wezwaniem Nawiedzenia NMP; 1992 - przy kościele pod wezwaniem Św. Józefa Robotnika (poewangelickim, wzniesionym 1826- 1834); 1994 - pod wezwaniem Miłosierdzia Bożego przy kościele wybudowanym w latach 1987-1992. Od 13 XI 1964 r. w Konstantynowie (Żabiczki) istnieje też dom zakonny z kaplicą półpubliczną sióstr Świętej Rodziny z Bordeaux. Dekanat konstantynowski powstał w 1930 r. Najstarszym stowarzyszeniem konstantynowskim było Towarzystwo Strzeleckie założone już w 1823 r. jako Bractwo Kurkowe. W 1906 r. zorganizowano w Konstantynowie Towarzystwo Śpiewacze Lutnia, od 1908 r. istnieje Konstantynowskie Stowarzyszenie Śpiewaczo-Muzyczne im. F. Chopina. W roku 2002 zorganizował się młodzieżowy zespół Cantores Misericordiae Dei.

### Kronika najważniejszych wydarzeń w parafii
- Poświęcenie rodzin Najświętszemu Sercu Jezusowemu i upowszechnienie nabożeństwa, misje św. (5-12 IX 1965 r.) - zakon jezuitów.
- Nawiedzenie Matki Bożej w znaku kopii Jasnogórskiego Obrazu, misje św. (31 VII - 8 IX 1974 r.) - księża salezjanie.
- Krajowy Kongres Eucharystyczny i trzecia pielgrzymka Papieża Jana Pawła II do Ojczyzny, misje św. (6-13 VI 1987 r.) -  zakon paulinów.
- Rok Maksymilianowski, misje św. (17-24 IX 1994 r.) - zakon franciszkanów
- Nawiedzenie Matki Bożej w Obrazie Watykańskim (2-3 IX 1995 r.).
- Nawiedzenie parafii przez Matkę Bożą w znaku Figury Fatimskiej (3 IX 1996 r.).
- Nadanie i poświęcenie sztandaru miasta Konstantynowa Łódzkiego (6 Vi 1998 r.).
- Jubileusz Roku 2000, misje św. (9-15 IV 2000 r.) - ks. Grzegorz Czaja z Siedlątkowa.
- Peregrynacja Ikony Krzyża św. (20 IV 2002 r.).
- Rada Miejska w Konstantynowie Łódzkim nadała jednomyślnie imię Jana Pawła II głównej arterii miejskiej łączącej plac Kościuszki z placem Wolności. Uchwała weszła w życie z dniem 16 października 2005 r. (19 V 2005 r.).
- Obchody jubileuszu 100-lecia założenia Towarzystwa Śpiewaczego Lutnia (21 X 2006 r.).
- Peregrynacja relikwii bł. Karoliny Kózkówny (13 I 2008 r.).
- Jubileusz 150 lat utworzenia Parafii Narodzenia NMP, misje św. (9-15 III 2008 r.) - ks. Grzegorz Czaja.
- Obchody jubileuszu 150 lat utworzenia parafii Narodzenia NMP w Konstantynowie pod przewodnictwem biskupa Ireneusza Pękalskiego i 50 rocznicy przyjęcia święceń kapłańskich przez proboszcza ks. prałata Jerzego Spychałę (15 VI 2008 r.).
- Obchody jubileuszu 100-lecia założenia Konstantynowskiego Stowarzyszenia Śpiewaczo - Muzycznego im. Fryderyka Chopina (22 XI 2008 r.).
- Peregrynacja obrazu Matki Boskiej Częstochowskiej (13 VI 2010 r.).

### Kler parafialny
Proboszczowie:
1. ks. Józef Specht (1855-1871)
2. ks. Wincenty Biderman (1871-1891)
3. ks. Konstanty Folkman (1891-1898)
4. ks. Alojzy Folkmer (1898-1903)
5. ks. Bronisław Cithurus (1903-1908)
6. ks. Bolesław Dobrogowski (1908-1912)
7. ks. Herman von Schmidt (1912-1914)
8. ks. Wncenty Giebartowski (1914-1922)
9. ks. Stanisław Rybus (1922-1930)
10. ks. Zygmunt Knapski (1930-1933)
11. ks. Zygmunt Łabentowicz (1933-1942)
12. ks. Jan Kawecki (1945-1964)
13. ks. Stanisław Czernik (1964-1994)
14. ks. Jerzy Spychała (1994-2009)
15. ks. Marian Bańbuła (2009-2019)
16. ks. Leszek Kaźmierczak (2019-obecnie)

Wikariusze:
1. ks. Mirosław Wojturski (2000-2003)
2. ks. Wiesław Kalupa (2003-2009)
3. ks. Mariusz Kuligowski (2009-2014)
4. ks. Paweł Świrad (2014-2017)
5. ks. Grzegorz Sobczak (2017-2019)
6. ks. Michał Misiak (2019)
7. ks. Mateusz Jaroszyński (2020-obcenie)